# Anacroneuria apicalis
Anacroneuria apicalis és una espècie d'insecte plecòpter pertanyent a la família dels pèrlids.

## Descripció
- La femella presenta la placa subgenital amb 4 lòbuls i al cap té una taca fosca a l'àrea dels ocels.[5]

## Hàbitat
En el seu estadi immadur és aquàtic i viu a l'aigua dolça, mentre que com a adult és terrestre i volador.

## Distribució geogràfica
Es troba a Sud-amèrica: Colòmbia.